# アレックス・グレイヴス
アレックス・グレイヴス（Alex Graves、1965年7月23日 - ）は、アメリカ合衆国のテレビプロデューサー・脚本家・監督である。『ザ・ホワイトハウス』のエピソードを多く手掛けている。『ジャーニーマン 時空を越えた赤い糸』では全エピソードで監督または製作総指揮のどちらかにクレジットされている。

## フィルモグラフィ

### 映画
- A Woman, Her Men, and Her Futon (1992) - 特殊効果
- 『愛の蜃気楼/歪んだオアシス』 The Crude Oasis (1995) - 監督・製作・脚本・編集
- 『監禁日記』 Casualties (1997) - 監督・脚本

### テレビ
- 『ザ・プラクティス ボストン弁護士ファイル』 The Practice (1998-2001) - 監督
- 『アリー my Love』 Ally McBea
  - シーズン2第11話 「夢で会えたら」 "In Dreams" (1999) - 監督
  - シーズン2第15話 「忍びあい」 Sideshow" (1999) - 監督
  - シーズン3第04話 「情熱を燃やして」 Heat Wave" (1999) - 監督
- Sports Night (1999-2000) - 監督
- 『ザ・ホワイトハウス』 The West Wing (1999-2006) - 監督・脚本・製作総指揮
- Gideon's Crossing (2001) - 監督
- 『ボストン・パブリック』 Boston Public (2001) - 監督
- The Nine (2007) - 監督・製作総指揮
- 『ジャーニーマン 時空を越えた赤い糸』 (2007) - 監督・製作総指揮
- 『FRINGE』
  - シーズン1第01話 「フライト627」 "The Pilot" (2008) - 監督・製作総指揮
- 『ゲーム・オブ・スローンズ』
  - シーズン3第4話(2013)　- 監督
  - シーズン3第5話(2013)　- 監督
  - シーズン4第2話(2014)　- 監督
  - シーズン4第3話(2014)　- 監督
  - シーズン4第8話(2014)　- 監督
  - シーズン4第10話(2014)　- 監督
- 『HOMELAND』
  - シーズン4第8話(2014) - 監督
  - シーズン5第6話(2015) - 監督
  - シーズン6第5,6話(2017) - 監督
  - シーズン7第4,11話(2018) - 監督
- 96時間 ザ・シリーズ
  - シーズン1第1話 (2017) - 監督
- オルタード・カーボン
  - シーズン1第4話 (2018) 『悪の力』- 監督
- ロスト・イン・スペース
  - シーズン2第1話、第2話、第10話 (2019) - 監督
- ザ・ボーイズ
  - シーズン2第8話『知っていること』(2020) - 監督
- ファウンデーション
  - シーズン1第3,4,5話 (2021) - 監督
  - シーズン2第1話 (2023) - 監督
- ザ・ディプロマット
  - シーズン1第7、8話 (2023) - 監督